# 天雷爭霸：復仇者聯盟

## 故事概要
2014年為了抓捕兇惡的惡人，開發出了便攜式捕獲裝置「天雷碟」。但是由於洛基的陰謀，出現了數量驚人的惡人，甚至連超級英雄們也都被抓到了天雷碟之中，這些天雷碟散落在了世界各地！在一片混亂之下，五位少年通過一個「生物密碼」的程序獲得了將天雷碟中封閉的英雄實體化的能力。九死一生的蜘蛛俠取回了五枚天雷碟並把它們交給了少年們，依靠少年們的能力復仇者聯盟也得以實體化！洛基究竟有什麼陰謀呢？遍佈地球的天雷碟爭奪戰一觸即發！復仇者聯盟和少年們通力合作，使用各自的能力和必殺技能迎接重重挑戰。
（一）洛基的陰謀（集數：1～27）
（二）紅骷髏篇（集數：28～33）
（三）黑暗之門篇（集數：33～51）

## 登場人物

### 正派

#### 少年們
本作故事的主角們，他們都是在參與天雷碟發表會時，被捲入洛基的陰謀中，因緣際會下得到了可以啟動天雷碟的程序生物密碼，從此他們便與復仇者和眾多英雄合作，與洛基等眾多反派展開了天雷碟的爭奪戰。五位少年們的生物密碼因為植入機器損壞所以是不完整的生物密碼，所以被他們從天雷碟中解放出的英雄或惡人，解放出來後都有時間限制時間一到就會回到天雷碟中，但是這種不完整的生物密碼有進化的可能性，因此隨著劇情的發展五位少年們的生物密碼都不斷的在進化。
曉丹（日本配音：齋賀光希）
本作故事的男主角之一，是天雷碟系統的研發者曉望博士的次子，中學二年級生，熱血活潑，富有正義感的少年，又有點衝動一向都是絲毫不考慮就先行動。
是鋼鐵人「托尼·斯塔克」的拍檔，可以將科技屬性的英雄或惡人從天雷碟中解放。
曉光（日本配音：井口祐一，台灣配音：馬伯強，香港配音：陳仕文）
本作故事的男主角之一，是天雷碟系統的研發者曉望博士的長子也是曉丹的哥哥。在各方面能力都很優秀，不論是運動還是課業上都是，課業上甚至可以跳級念大學，還可以開噴射飛機，可以說是個完美的人。
比起衝動的弟弟，曉光是屬於善於思考的冷靜派，總是會做出完善的思考後再行動因此是團隊中的軍師。
是雷神索爾的拍檔，可以將能量屬性的英雄或惡人從天雷碟中解放。
克里斯·泰勒（日本配音：桑畑裕輔）
本作故事的男主角之一，是家中獨生子，父親是美國的一位成功的名律師，外表看起來像是一個不良少年，因此別人看見他都會有點害怕，說話也有點毒舌，脖子上戴著頭戴式耳機，雖然給人一副冷酷的感覺，但其實是個外冷內熱的少年。看似喜歡吃甜食。
一開始和團隊有點不合群但是隨著時間的發展他開始會在乎其他同伴和團隊合作，後來也和艾德成為了最好的朋友。
是美國隊長「史帝夫·羅傑斯」的拍檔，可以將戰鬥屬性的英雄或惡人從天雷碟中解放。
艾德華·格蘭特（日本配音：菅谷彌生，台灣配音：雷碧文）
本作故事的男主角之一，來自一個普通的家庭。是個瘦弱矮小的帶著眼鏡的少年，非常了解每位超級英雄和惡人，是許多超級英雄的粉絲，總是能夠在重要時刻依自己對超級英雄和惡人的了解想出致勝關鍵為團隊化險為夷，一開始性格有些懦弱膽小還很愛哭，但是隨著時間發展逐漸變成一位勇敢堅強的人，也和克里斯成為了最好的朋友。
是浩克「布魯斯·班納」的拍檔，可以將力量屬性的英雄或惡人從天雷碟中解放。
潔西卡·夏儂（日本配音：大空直美）
本作故事的女主角，是團隊中的一點紅，父母是法國很有錢的貴族，是家中的獨生女。十分獨立早熟，和曉光一樣在各方面能力也很優秀但是仍然差曉光一大截，這使得她很不服氣。
一開始並不想依賴任何人，所以和其他人保持一段距離不想和別人成為朋友。但是在黃蜂女的指點下了解到朋友和同伴的重要性，開始和其他人建立起真正的朋友和同伴關係。
是黃蜂女「珍妮特·汎戴茵」的拍檔，可以將動物屬性的英雄或惡人從天雷碟中解放。

#### 復仇者聯盟
是守護地球的超級英雄們，五位成員皆因為洛基的陰謀而被囚禁在天雷碟中，因此和擁有解放他們的能力的五位主角們組成搭檔共同戰鬥，到了故事最後和其他同樣被囚禁在天雷碟裡的英雄們被完全從天雷碟中釋放出來。
鋼鐵人（日本配音：花輪英司，台灣配音：王辰驊）
- 屬性 - 科技 / 必殺技 - 衝擊炮 / 祕密指令 - 終極單束光炮

本名:「東尼·斯塔克」，是發明鋼鐵裝甲並利用它與惡人們戰鬥的天才發明家。
雖然不太擅長照顧孩子，但仍用自己的方式用心照顧五位少年們。雖然有些自負和自大，不過他確實把保護世界視為第一優先。性格上有點隨便和輕浮，但他仍然會展現出他的英雄本色，是一位真正的英雄。
是曉丹的拍檔總是會稱曉丹為:「武士男孩」。
雷神索爾（日本配音：加瀨康之，台灣配音：周寧）
- 屬性 - 能量 / 必殺技 - 閃電轟擊

是來自北歐神話中的天界「阿斯嘉特」的北歐神話中的雷神，是洛基沒有血緣關係的哥哥，北歐神話中的眾神之父「奧丁」的長子和親生兒子。武器是一把強大的槌子「麥歐尼爾」可以發出閃電和進行打擊和拋擲攻擊。
因為和曉光同樣有身為哥哥的苦惱所以他才成為曉光的拍檔，希望能幫曉光解決同樣的問題。
美國隊長（日本配音：中谷一博，台灣配音：王希華）
- 屬性 - 戰鬥 / 必殺技 - 盾牌攻擊

本名「史蒂夫·羅傑斯」，在第二次世界大戰時接受軍方實驗改造成為超級士兵，成為了「美國隊長」。擁有一面用地球上罕見的金屬「汎金屬（振金）」打造成的強大盾牌可以擋下任何致命的攻擊。
因為看出克里斯的苦惱所以想要幫助他，而成為克里斯的拍檔。
浩克（日本配音：松田健一郎，台灣配音：夏治世）
- 屬性 - 力量 / 必殺技 - 浩克砸

本名「布魯斯·班納」，原本是一位研究伽瑪射線的科學家，但是因一場實驗意外而被伽瑪射線照射到，從此就變成一位力量強大的綠巨人「浩克」。
是艾德的拍檔，雖然平時不怎麼跟艾德交談，但其實心裡十分關心艾德。認同艾德對同伴的付出，也認同艾德做自己的拍檔。
黃蜂女（日本配音：水橋香織，台灣配音：雷碧文）
- 屬性 - 動物 / 必殺技 - 蜂刺

本名「珍妮特·汎戴茵」，是復仇者聯盟的創始人之一。穿著以皮姆粒子為力量核心的黃蜂裝作戰，可以將身體縮小利用其優勢來戰鬥。
是潔西卡的拍檔，和潔西卡一樣都喜歡流行時尚，因此兩人特別合得來。

##### 其他被囚禁在天雷碟中的英雄們
其他被囚禁在天雷碟中的英雄們，大多都是因為在參與天雷碟發表會時因洛基的陰謀而被囚禁在天雷碟中，之後和其他惡人的天雷碟一起散步在世界各地，在故事中被主角們一一找回，並被解放協助主角們戰鬥，在故事最後和復仇者們一起從天雷碟中被完全解放。
戰爭機器
- 屬性 - 科技 / 必殺技 - 戰爭加農砲

本名「詹姆士·羅德」，穿著與鋼鐵人相似的名為「戰爭機器」的鋼鐵裝作戰，和鋼鐵人不同的是，他的鋼鐵裝上佩戴了許多重火力武器有:「肩式機關槍（加特林）」「迫擊砲」「迷你導彈」「雷射光」等多種武器，他是擁有強大火力的英雄。是托尼·斯塔克的摯友，但兩人經常吐槽彼此。
奇異博士
- 屬性 - 能量

本名「史蒂芬·史傳奇」，原本是醫生後來拜師學習魔法，成為了地球上最強的「至尊魔法師」，又稱自己為「奇異博士」。是善於使用各種魔法的英雄。
巨化人
- 屬性 -力量

本名「漢克·皮姆」，由於在天雷碟發表會前受過傷，因而倍感痛苦，從而退出「復仇者聯盟」但仍不改他是優秀科學家的事實，擁有可以活用的皮姆粒子服裝，可以通過皮姆粒子改變大小，只要越變越大，力量和耐力也會增強。
獵鷹
- 屬性 - 科技

本名「山姆·威爾森」，神盾局密探之一，穿著有半透明翅膀的獵鷹裝作戰善於空中戰，半透明翅膀可當作像刀片般的武器射出。
黑豹
- 屬性 - 動物

本名「帝查拉」，是東非國家「瓦坎達」的國王和英雄，不僅擅長格鬥技，還有一套振金與鈦合金打造的盔甲，內置「南極振金（反金屬）」爪子，同時擁有豹的力量，最初不怎麼依賴夥伴，但在潔西卡的鼓勵下，救出了所有被俘虜的王國子民，但也因此被收進光盤，事後成了潔西卡的第二為英雄。
鐵拳俠（台灣配音：鈕凱暘）
- 屬性 - 戰鬥

本名「丹尼爾·蘭德」，在傳說中的城市崑崙修練了十年，的最強崑崙戰士。擁有極強的格鬥能力，並可以使出充滿氣力的鐵拳的英雄。
新星（台灣配音：賀宇傑）
- 屬性 - 能量

本名「森·亞歷山大」，是宇宙中的一個團體新星軍團的成員，超能力來自他所配戴的頭盔，可以使他進行高速飛行和使出能量衝擊波，也可以在宇宙間自由穿梭，是來自宇宙的英雄。
神力俠（台灣配音：張騰）
- 屬性 - 力量

本名「盧克·凱奇」，擁有鋼鐵般的身軀，以及擁有強大力量的英雄，一旦受傷，就會比常人快上三倍治療自己，雖然人品不好，但卻和浩克”布魯斯·班納”是朋友。

#### 神盾局
是協助超級英雄守護世界和平的組織。
尼克·福瑞（日本配音：江川央生，台灣配音：陳旭昇）
神盾局局長，也是神盾局中的最高指揮官和負責人。
瑪莉亞·希爾（台灣配音：汪世瑋）
神盾局副局長，同時也是尼克·福瑞信任的左右手。
鷹眼（台灣配音：梁興昌）
- 屬性 - 戰鬥

本名「克林特·巴頓」，是神盾局密探，在復仇者們被困在天雷碟裡的期間在各方面一直不斷給予他們協助，是擅長射箭的英雄。
黑寡婦（台灣配音：劉小芸）
- 屬性 - 戰鬥

本名「娜塔莎·羅曼諾夫」，是神盾局密探，擅長各種格鬥技術還有優秀的間諜能力，是精通各種戰鬥技巧的英雄。
蜘蛛人（日本配音：川田紳司，台灣配音：李勇）
- 屬性 -動物

本名「彼得·班傑明·帕克」，是神盾局密探。使用自己發明並命名為「蛛網發射器」的裝置射出蜘蛛絲，使他得以對抗反派們。

#### X戰警
是由一群天生擁有特殊能力和超人感官的特別人類組成的超級英雄團體，人類將這些特別人類命名為「變種」，而X戰警的創始者是「X教授」。
鐳射眼
- 屬性 - 能量

X戰警的成員之一，因為和其他英雄一樣也出席了天雷碟發表會，也被洛基囚禁在天雷碟中，其天雷碟後來被金鋼狼找回，之後金鋼狼將鐳射眼的天雷碟託付給曉光。是擁有能夠放出強大殺傷力鐳射光的英雄。
野獸
- 屬性 - 動物

X戰警的成員之一，因為和其他英雄一樣也出席了天雷碟發表會，也被洛基囚禁在天雷碟中，其天雷碟最後被X戰警的同伴們找回，是擁有野獸的力量以及自身的天才智力的英雄。
冰人
- 屬性 - 戰鬥

能控制冰塊的超級戰士，全身上下以冰為主，雖然怕熱但卻很強大，能操控冰塊和冰冷氣息的英雄
X教授
- 屬性 - 能量

X戰警的創始者，因為行動不辨所以需要輪椅代步，擁有世界上最強的心電感應能力，X教授利用此能力尋找出世界上那些隱藏在人群中能力尚未覺醒的變種，並用此能力與他們進行交涉，邀請他們到自己所創立的X戰警學院，學習控制變種的能力。一直致力於實現創造出人類與變種能夠和平共處的世界這個偉大的理念，他也一直和他的學生們宣揚這個理念。
暴風女
- 屬性 - 能量

一位體貼、善解人意的超級英雄，在復仇者的天雷碟被帶走時，參與了救援行動，有著能操控暴風、閃電的能力，強大卻溫柔！
金鋼狼（台灣配音康殿宏）
- 屬性 - 動物

X戰警的成員之一，一直遊走在世界各地尋找和保護變種，因為黑暗時代的事，而一直對人類有偏見。是雙手擁有可以自由伸縮的爪子和強大的自癒能力的英雄。
死侍
- 屬性：戰鬥

X戰警的最強者
「外號：嘴砲傭兵」的超級英雄，全身上下以紅色、黑色為主，初次登場於27集，和那少年組見面的時候之所以說了觀眾的部分，主要是因為他是打破第四面牆的專家，主要戰鬥優勢在於用槍械和刀劍的專家(甚至可以變出一把超強的槍械或刀劍)，在2012年向漫威英雄宣戰，故因此擁有能殺死金鋼狼的艾德曼碳合金劍，有著連金鋼狼都會嚇到的自我治療能力。

#### 星際異攻隊
星爵
葛摩菈
德克斯
火箭浣熊
格魯特

### 反派
洛基
紅骷髏
交叉骨
綠惡魔
滿大人
惡煞
浪人
多瑪暮
控訴者羅南
猛毒
奧創

### 其他人物
赤月（曉望）博士
曉丹和曉光的父親，托尼的工作夥伴。
刀鋒戰士
- 屬性 - 戰鬥

吸血鬼與人類的混血兒。
盧田典子
第十六話出登場，十四歲的女孩，可以釋放出生物電力的變種人，
十八話為了救曉光釋放電力也得知自己是變種人，二十二話去X戰警學院就讀

### 名流五人組
喬艾爾
可以將力量屬性的英雄或惡人從天雷碟中解放。
世界有名的搖滾歌手。
提姆
可以將科技屬性的英雄或惡人從天雷碟中解放。
原是神盾局科學技術班成員，曾參與開發天雷碟。
馬尼諾
可以將能量屬性的英雄或惡人從天雷碟中解放。
平時的身份職業是廚師。
羅塞塔
可以將動物屬性的英雄或惡人從天雷碟中解放。
平時的身份職業是新聞女記者。
十兵衛
可以將戰鬥屬性的英雄或惡人從天雷碟中解放。
推測是日本人，擅用武士刀。

## 天雷碟
全寫為「數位身份辨識儲存碟」（Digital Identity Securement Kit），天雷碟共有五種屬性：科技、能量、戰鬥、力量、動物，這五種屬性。

## 播映時間
| 東京電視台 星期三 18:00－18:27 節目 | 東京電視台 星期三 18:00－18:27 節目                 | 東京電視台 星期三 18:00－18:27 節目 |
| ----------------------------------- | --------------------------------------------------- | ----------------------------------- |
|                                     | 天雷爭霸：復仇者聯盟（2014年4月2日－2015年3月25日） |                                     |
| LINE TOWN                           | Battle Spirits 烈火魂                               |                                     |

| 迪士尼頻道(台灣) 星期五 19:00－19:30 節目 | 迪士尼頻道(台灣) 星期五 19:00－19:30 節目         | 迪士尼頻道(台灣) 星期五 19:00－19:30 節目 |
| ----------------------------------------- | ------------------------------------------------- | ----------------------------------------- |
|                                           | 天雷爭霸：復仇者聯盟（2015年4月3日-2016年2月26日) |                                           |
| ?                                         | 宇宙小奇兵                                        |                                           |

## 外部連結
- 動畫官方網站（页面存档备份，存于）（日語）
- 漫威官網（页面存档备份，存于）（日語）
- 萬代商品官網（页面存档备份，存于）（日語）
- 卡片商品官網（页面存档备份，存于）
  - 卡片商品的X（前Twitter）
- 萬代遊戲官網（页面存档备份，存于）